# Crapon de Caprona
Crapon de Caprona är en italiensk/sydfransk ätt. Den erhöll år 2000 medlemskap i Ointroducerad adels förening